# Африканский социализм
Африка́нский социали́зм — форма хозяйствования, предполагающая возможным рациональное использование ресурсов «традиционным» африканским способом, в отличие от классического социализма. Африканские социалисты пытались соединить европейские социалистические учения (включая утопический социализм образца XIX века, марксизм, народничество) с особенностями национального исторического развития и местными культурно-религиозными традициями, а также часто с исламским либо христианским социализмом.
Многие африканские политики 1950-х и 60-х гг. выступали с поддержкой африканского социализма, хотя их определения и толкования данного понятия имели значительные различия. Примером африканской социалистической теории является предложенный президентом Танзании и лидером партии Чама Ча Мапиндузи Джулиусом Ньерере социализм уджамаа, взывавший к коллективистским принципам традиционной семейной общины.

## Идеология
После обретения африканскими государствами независимости в 1960-е гг. новые африканские режимы осознали, что они не смогут считать себя победителями над европейцами, если они будут использовать ту же систему хозяйствования, как и их «угнетатели» — капитализм, так как все имперские режимы были капиталистическими, даже если приверженность принципам свободного рынка и не была абсолютной. Социализм был популярен среди африканских лидеров, так как он представлял собой разрыв с имперской традицией правления. Социализм казался многим тем, чем не был капитализм.
Однако в то же время защитники африканского социализма заявляли, что он не является ни противоположностью капитализма, ни ответом на него, а чем-то совершенно другим. Националисты утверждали, что этот социализм есть собственно африканское явление, ссылаясь на африканскую идентичность, ещё более сильную, чем антикапитализм. Они считали, что их социализм был просто новым воплощением того, что является по сути африканским.
В поддержку африканского социализма было представлено множество доводов. Многие полагали, что Африка настолько сильно отстала от капиталистических стран в отношении экономического развития, что не сможет соревноваться с ними на равных. Ведь большинство вчерашних африканских колоний находились на первобытном и полупервобытном уровне развития. Неудивительно, что социализм с его акцентом на коллективизм и эгалитаризм в потреблении оказался «созвучен» многим африканским лидерам и массам. Другие взывали к чувству единства, источником которого никогда не сможет стать капиталистическая система. Иные были уверены, что развитие Африки должно иметь плановый характер в целях предотвращения расточения скудных ресурсов и будущих межклассовых конфликтов.
Стоит помнить и о крайней архаичности социальной структуры многих африканских стран — везде она строилась на клиент-патронажных связях, что делало во многом невозможным выбор рыночно-капиталистической модели в качестве идеала.
Африканская идентичность и социализм часто были взаимопересекающимися понятиями. Некоторые лидеры заявляли, что Африка всегда была «социалистической», и призывали к социализму как объединяющему культурному элементу для африканцев. Но то, к чему они призывали, не было единственной формой африканской идентичности; это была комбинация социализма и африканской идентичности, вносящая двойной вклад в избавления от старых имперских режимов. Социальные революции обычно шли рука об руку с социализмом.
Однако большинство режимов, последовавших по пути программ африканского социализма, так и не достигли экономической независимости, процветания и равенства (отчасти в результате укрепления позиций правительства за счет народа), что стало для многих причиной разочарования в африканском социализме.

## Практика
В период с 1957 года по 1976 год в 15 странах Тропической Африки появились политические режимы, которые были ориентированы на социалистический путь развития. Они осуществляли национализацию важнейших отраслей экономики,  создание коллективных хозяйств в деревне, устанавливали контроль за экспортно-импортными операциями.
Так, например, в Гане 1962–1963 годы появилось более 100 госхозов, с помощью которых планировалось создать в Гане высокотоварное сельское хозяйство. Однако они давали только 5 % экспорта зерна, бананов и овощей и не производили главный экспортный товар страны — какао-бобы. В Танзании создавались коллективные хозяйства «уджамаа», но их доля в производстве сельскохозяйственной продукции страны не превышала в совокупности 1,5 %. 

## Сторонники африканского социализма
- Амилкар Кабрал (Гвинея-Бисау и Кабо-Верде)
- Кеннет Каунда (Замбия)
- Модибо Кейта (Мали)
- Матьё Кереку (Бенин (до 1975 года Дагомея))
- Самора Машел (Мозамбик)
- Альберт Лутули (ЮАР). Лауреат Нобелевской премии
- Нельсон Мандела (ЮАР)
- Табо Мбеки (ЮАР). Президент ЮАР до 2008 года.
- Мишель Мичомберо (Бурунди)
- Эдуардо Мондлане (Мозамбик)
- Роберт Мугабе (Зимбабве)
- Кваме Нкрума (Гана)
- Сэм Нуйома (Намибия)
- Джулиус Ньерере (Танзания)
- Огинга Одинга (Кения)
- Дидье Рацирака (Мадагаскар)
- Джерри Ролингс (Гана)
- Томас Санкара (Буркина-Фасо)
- Леопольд Седар Сенгор (Сенегал)
- Ахмед Секу Туре (Гвинея)

Такие лидеры, как Агостиньо Нето, Мариан Нгуаби, Менгисту Хайле Мариам и Сиад Барре, считавшие себя социалистами, декларировали строительство социализма в своих странах по советской модели, а не по африканской, а Муаммар Каддафи (Ливия) позиционировал свою идеологию, хотя и имеющую много общего с левыми идеями, как «третью мировую теорию» — путь развития, отличный и от капиталистических, и от социалистических моделей.

## Организации, связанные с африканским социализмом
Самыми известными организациями подобного рода были движения чёрного освобождения в ЮАР во время режима апартеида. Крупнейшей из них был Африканский Национальный Конгресс (ANC) и Панафриканский Конгресс (PAC). ANC стремился к расовому равенству, а позиция PAC выражалась в призыве «Африка для африканцев!» После окончания режима апартеида ANC стала ведущей политической партией в ЮАР, но многие считают, что партия отошла от своих изначальных идей.